# Grande Découverte
Grande Découverte ist ein Berg auf der Insel Basse-Terre in Guadeloupe (Frankreich). Er befindet sich im südlichen Teil von Guadeloupe, 9 km nordöstlich der Hauptstadt Basse-Terre. Der Gipfel der Grande Découverte liegt 1242 Meter über dem Meeresspiegel. Grande Découverte ist Teil von Les Mamelles.
Der Grande-Découverte-Soufrière-Vulkankomplex (GDS) mit seinem 1467 m hohen La Soufrière im Mittelpunkt wird als noch aktiv eingestuft.